# Cabinteely Football Club
El Cabinteely Football Club fue un club de fútbol de Irlanda, con sede en Cabinteely.

## Historia
La Football Association of Ireland otorgó una licencia al Cabinteely Football Club  para unirse a los niveles más altos del fútbol irlandés en el 2005, siendo así el primer equipo del distrito de Dun Laoghaire en jugar a ese nivel, si bien después del nuevo sistema de ligas solo esta en ella desde 2015. Hoy por hoy es uno de los clubes más grande del país por número de jugadores.
Los Blues de Cabinteely, como eran conocidos al inicio, cambiaron su nombre a Cabinteely Boys alrededor de 1950 y el club actual se formó en 1967, bajo el nombre de Auburn FC, y comenzaron la liga de fútbol con un solo equipo.En 1973, el club pasó a llamarse Cabinteely Boys FC, nombre que se cambió recientemente para también incluir sus diversos equipos de fútbol femenino
El jugador más famoso del club fue Peter Farrell, autor del segundo gol del Inglaterra 0 Irlanda 2 de 1949 en el que la selección irlandesa se convirtió en la primera selección en ganar a domicilio a Inglaterra.Luego se convirtió en el capitán de la selección.
El club desapareció en 2021 luego de fusionarse con el Bray Wanderers FC.